# حرفي

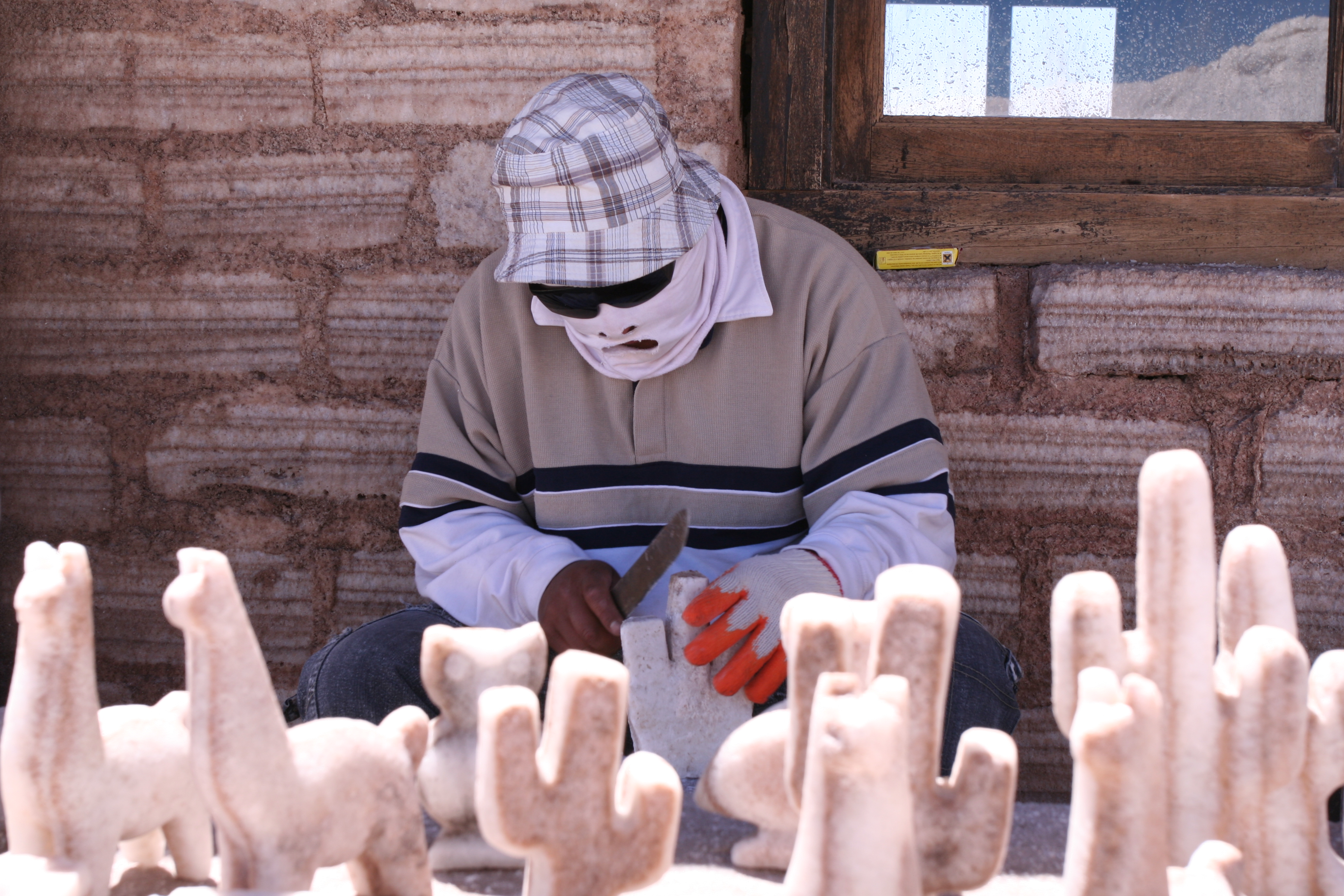
حرفي

الحِرَفِي من امتهن حرفة، وهو عامل يدوي ماهر يقوم بعمل سلع قد تكون وظيفية أو زخرفية، بما في ذلك الأثاث والملابس والمجوهرات والأدوات المنزلية، وحتى الآلات يدوية الصنع مثل الساعاتي .

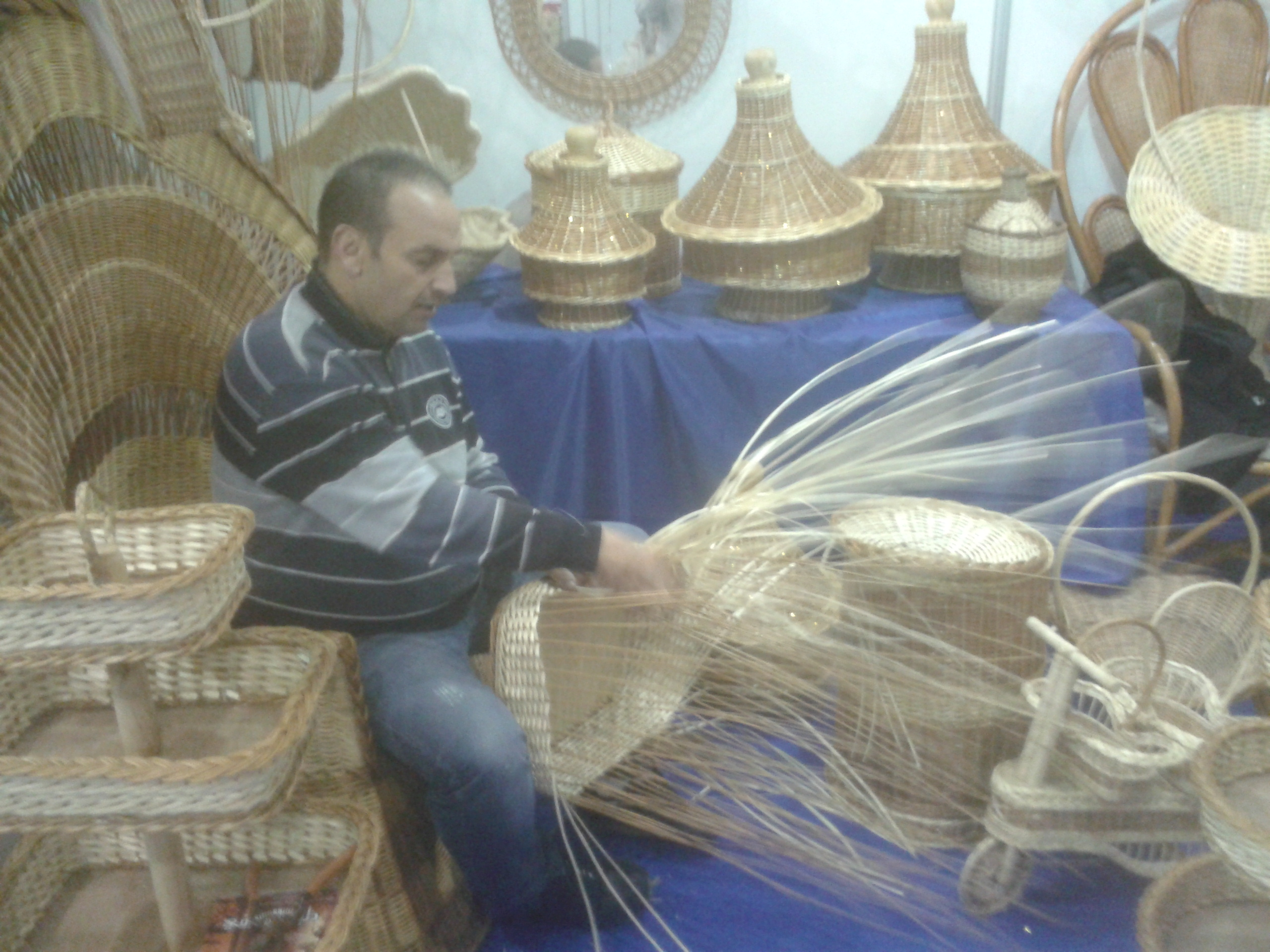
صانع سلل من الجزائر

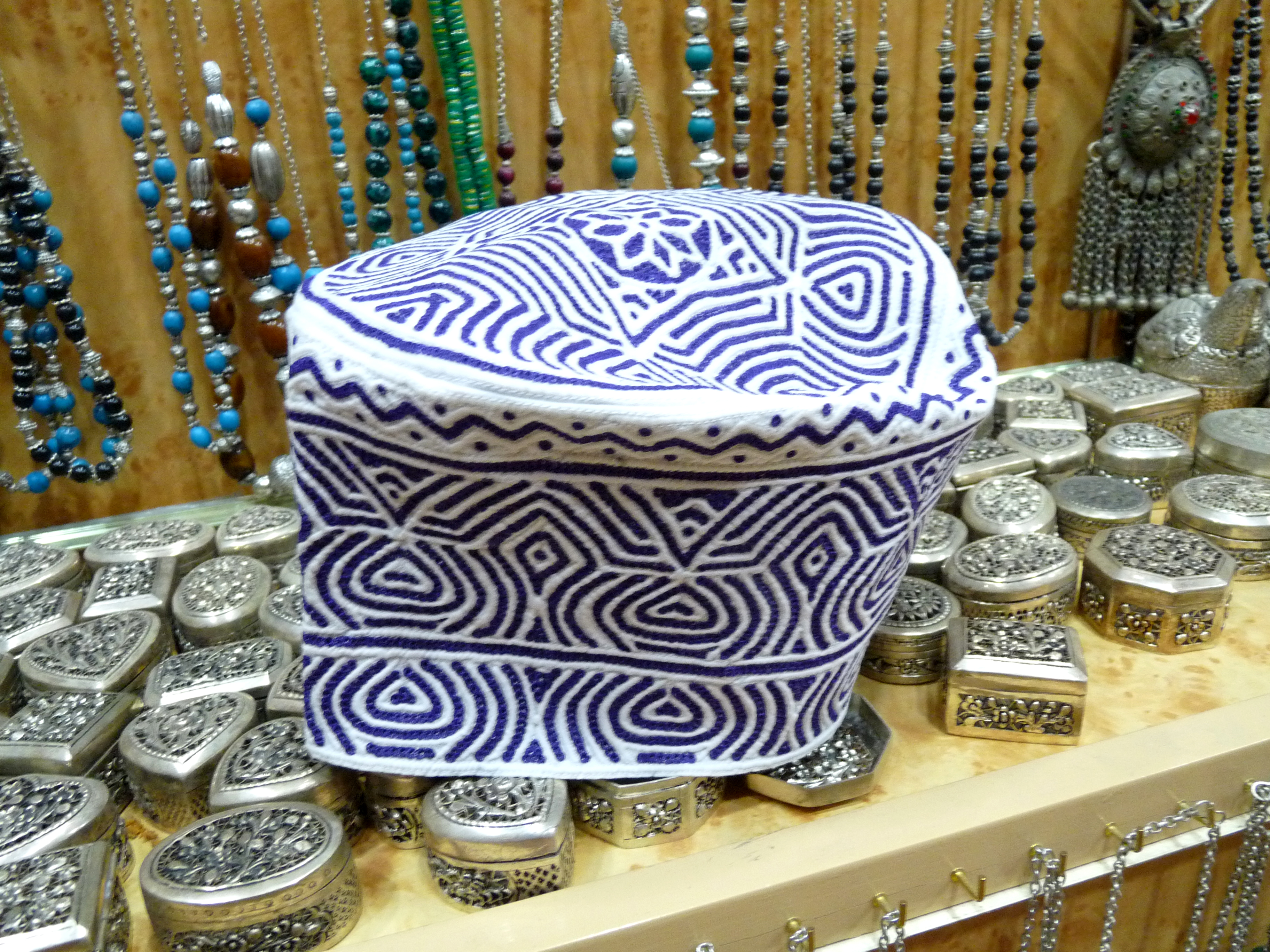
سلع الحرفيين في نزوى عُمان